# Director del Servicio Secreto de los Estados Unidos
El Director del Servicio Secreto de los Estados Unidos es el jefe del Servicio Secreto de los Estados Unidos y es responsable de las operaciones diarias de la agencia.
El Servicio Secreto es una agencia federal de aplicación de la ley que forma parte del Departamento de Seguridad Nacional de los Estados Unidos. La agencia tiene el deber de llevar a cabo una doble misión única: salvaguardar la infraestructura financiera y crítica de los Estados Unidos y proteger a los líderes de la nación.
El director es designado por el presidente de los Estados Unidos y presta sus servicios a su entera discreción, y no está sujeto a la confirmación del Senado de los Estados Unidos. El director depende del secretario de Seguridad Nacional y actúa según sus instrucciones generales. Antes del 1 de marzo de 2003, el Servicio Secreto formaba parte del Departamento del Tesoro de los Estados Unidos.
Desde el 22 de enero de 2025, Sean Curran, se desempeña como el 28° Director del Servicio Secreto de los Estados Unidos.

## Historia
El presidente Abraham Lincoln firmó la legislación que creaba el Servicio Secreto el 14 de abril de 1865, el día de su asesinato. Fue puesto en servicio el 5 de julio de 1865, en Washington D. C., como la "División del Servicio Secreto" del Departamento del Tesoro. Después de ser designado por el presidente Andrew Johnson, William P. Wood fue juramentado como el primer jefe del Servicio Secreto el 5 de julio de 1865, por el secretario del Tesoro Hugh McCulloch.
Cuando se creó el Servicio Secreto, su lider se llamaba Jefe del Servicio Secreto. En 1965, el título se cambió a Director del Servicio Secreto, cuatro años después del mandato de James Joseph Rowley (1961-1973). El lider del Servicio Secreto que más tiempo estuvo en el cargo fue William H. Moran, quien sirvió bajo cinco presidentes desde 1917 hasta 1936.
El 27 de marzo de 2013, el presidente Barack Obama nombró a Julia Pierson como la vigésimo tercera directora del Servicio Secreto. Se convirtió en la primera directora mujer de la agencia. El 1 de octubre de 2014, el liderazgo del Servicio Secreto paso al director Joseph Clancy, un agente retirado que anteriormente dirigió la División de Protección Presidencial.
El 4 de marzo de 2017, el director Joseph Clancy se retiró, dejando el puesto vacante hasta que el presidente Donald Trump nominó a un reemplazo. En tanto, William J. Callahan se desempeñó como director interino del Servicio Secreto de los Estados Unidos desde el 4 de marzo de 2017 hasta el 25 de abril de 2017. Randolph Alles, ex comisionado adjunto interino de la Oficina de Aduanas y Protección Fronteriza de los Estados Unidos, fue nombrado director por Trump.